# Clanwilliam
Clanwilliam è un centro abitato del Sudafrica, situato nella provincia del Capo Occidentale.